# MachTen
MachTen - BSD-subsystem för MacOS 9 och lägre på 68k- och PowerPC-baserade Macintosh.
MachTen är en produkt från Tenon Intersystems som ger en fullständig BSD Unix-miljö som ett subsystem i MacOS. MachTen är baserad på BSD 4.4 och Mach-kärnan precis som OPENSTEP och Mac OS, skillnaden är att man kör miljön helt inifrån MacOS. Produkten finns för både 68k-baserade Macar (Version 2.3) och PowerPC-baserade (Version 4.1.4, kräver MacOS 9).
För många av de som väntade på att Apple skulle komma med ett nytt Unix-baserat operativsystem efter att A/UX drogs tillbaka från försäljning 1995 till dess att Mac OS X lanserades 2001 var MachTen en livlina som gjorde att de kunde arbeta i en miljö de var vana vid trots att de var kvar på Apples plattform.